# Olympische Sommerspiele 2024/Teilnehmer (Palästina)
| Gelbes Symbol für Goldmedaillen mit stilisierten Olympischen Ringen | Graues Symbol für Silbermedaillen mit stilisierten Olympischen Ringen | Braundes Symbol für Bronzemedaillen mit stilisierten Olympischen Ringen |
| ------------------------------------------------------------------- | --------------------------------------------------------------------- | ----------------------------------------------------------------------- |
| —                                                                   | —                                                                     | —                                                                       |

Palästina nahm an den Olympischen Spielen 2024 vom 26. Juli bis zum 11. August 2024 in Paris teil. Es war die insgesamt achte Teilnahme an Olympischen Sommerspielen.

## Teilnehmer nach Sportarten

### Boxen
Im Federgewicht der Männer erhielt Wasim Abusal eine Wildcard für die Teilnahme am Wettbewerb.
| Athleten     | Wettbewerb       | 1. Runde   | 1. Runde | Achtelfinale  | Achtelfinale  | Viertelfinale | Viertelfinale | Halbfinale    | Halbfinale    | Finale        | Finale        | Rang |
| Athleten     | Wettbewerb       | Gegner     | Ergebnis | Gegner        | Ergebnis      | Gegner        | Ergebnis      | Gegner        | Ergebnis      | Gegner        | Ergebnis      | Rang |
| ------------ | ---------------- | ---------- | -------- | ------------- | ------------- | ------------- | ------------- | ------------- | ------------- | ------------- | ------------- | ---- |
| Männer       |                  |            |          |               |               |               |               |               |               |               |               |      |
| Wasim Abusal | Klasse bis 57 kg | N. Ibrahim | 0:5      | ausgeschieden | ausgeschieden | ausgeschieden | ausgeschieden | ausgeschieden | ausgeschieden | ausgeschieden | ausgeschieden | 17   |

### Judo
Fares Badawi erhielt eine Wildcard für den Wettbewerb im Halbmittelgewicht der Männer.
| Athleten     | Wettbewerb       | 1. Runde | 1. Runde | 2. Runde       | 2. Runde | Achtelfinale  | Achtelfinale  | Viertelfinale | Viertelfinale | Halbfinale / Trostrunde | Halbfinale / Trostrunde | Finale / Platz 3 | Finale / Platz 3 | Rang |
| Athleten     | Wettbewerb       | Gegner   | Ergebnis | Gegner         | Ergebnis | Gegner        | Ergebnis      | Gegner        | Ergebnis      | Gegner                  | Ergebnis                | Gegner           | Ergebnis         | Rang |
| ------------ | ---------------- | -------- | -------- | -------------- | -------- | ------------- | ------------- | ------------- | ------------- | ----------------------- | ----------------------- | ---------------- | ---------------- | ---- |
| Männer       |                  |          |          |                |          |               |               |               |               |                         |                         |                  |                  |      |
| Fares Badawi | Klasse bis 81 kg | Freilos  | Freilos  | S. Mahmadbekow | 0:10     | ausgeschieden | ausgeschieden | ausgeschieden | ausgeschieden | ausgeschieden           | ausgeschieden           | ausgeschieden    | ausgeschieden    | 17   |

### Leichtathletik
Laufen und Gehen
| Athleten        | Wettbewerb | Vorlauf     | Vorlauf | Hoffnungslauf | Hoffnungslauf | Halbfinale    | Halbfinale    | Finale        | Finale        | Rang          |
| Athleten        | Wettbewerb | Zeit        | Rang    | Zeit          | Rang          | Zeit          | Rang          | Zeit          | Rang          | Rang          |
| --------------- | ---------- | ----------- | ------- | ------------- | ------------- | ------------- | ------------- | ------------- | ------------- | ------------- |
| Frauen          |            |             |         |               |               |               |               |               |               |               |
| Layla al-Masri  | 800 m      | 2:12,21 min | 8       | 2:16,72 min   | 8             | ausgeschieden | ausgeschieden | ausgeschieden | ausgeschieden | ausgeschieden |
| Männer          |            |             |         |               |               |               |               |               |               |               |
| Mohammed Dwedar | 800 m      | 1:54,83 min | 9       | 1:54,83 min   | 9             | ausgeschieden | ausgeschieden | ausgeschieden | ausgeschieden | ausgeschieden |

### Schießen
Für die Teilnahme am Skeetwettbewerb der Männer erhielt Palästina eine Wildcard.
| Athleten            | Wettbewerb | Qualifikation   | Qualifikation | Finale          | Finale        |
| Athleten            | Wettbewerb | Ringe/ Scheiben | Rang          | Ringe/ Scheiben | Rang          |
| ------------------- | ---------- | --------------- | ------------- | --------------- | ------------- |
| Männer              |            |                 |               |                 |               |
| Jorge Antonio Salhe | Skeet      | 100             | 30            | ausgeschieden   | ausgeschieden |

### Schwimmen
| Athleten        | Wettbewerb   | Vorlauf     | Vorlauf | Halbfinale    | Halbfinale    | Finale        | Finale        | Rang |
| Athleten        | Wettbewerb   | Zeit        | Rang    | Zeit          | Rang          | Zeit          | Rang          | Rang |
| --------------- | ------------ | ----------- | ------- | ------------- | ------------- | ------------- | ------------- | ---- |
| Frauen          |              |             |         |               |               |               |               |      |
| Valerie Tarazi  | 200 m Lagen  | 2:20,56 min | 32      | ausgeschieden | ausgeschieden | ausgeschieden | ausgeschieden | 32   |
| Männer          |              |             |         |               |               |               |               |      |
| Yazan al-Bawwab | 100 m Rücken | 58,26 s     | 43      | ausgeschieden | ausgeschieden | ausgeschieden | ausgeschieden | 43   |

### Taekwondo
Über das asiatische Qualifikationsturnier qualifizierte sich Omar Yaser Ismail im Fliegengewicht der Männer.
| Athleten          | Wettbewerb       | 1. Runde         | 1. Runde | Achtelfinale | Achtelfinale | Viertelfinale | Viertelfinale | Halbfinale    | Halbfinale    | Hoffnungsrunde | Hoffnungsrunde | Finale / Platz 3 | Finale / Platz 3 | Rang |
| Athleten          | Wettbewerb       | Gegner           | Ergebnis | Gegner       | Ergebnis     | Gegner        | Ergebnis      | Gegner        | Ergebnis      | Gegner         | Ergebnis       | Gegner           | Ergebnis         | Rang |
| ----------------- | ---------------- | ---------------- | -------- | ------------ | ------------ | ------------- | ------------- | ------------- | ------------- | -------------- | -------------- | ---------------- | ---------------- | ---- |
| Männer            |                  |                  |          |              |              |               |               |               |               |                |                |                  |                  |      |
| Omar Yaser Ismail | Klasse bis 58 kg | H. Tiranvalipour | 2:0      | A. Vicente   | 0:2          | ausgeschieden | ausgeschieden | ausgeschieden | ausgeschieden | ausgeschieden  | ausgeschieden  | ausgeschieden    | ausgeschieden    | 11   |